# East Peckham
East Peckham is een civil parish in het bestuurlijke gebied Tonbridge and Malling, in het Engelse graafschap Kent met 3306 inwoners.